# Prioniturus mindorensis
El lorito momoto de Mindoro (Prioniturus mindorensis) es una especie de ave psitaciforme de la familia Psittaculinae endémica de la isla Mindoro en las Filipinas. Anteriormente era considerada conspecífica con el lorito momoto coroniazul (Prioniturus discurus).